# Arnau I de Castellbò
Arnau I de Castellbò (1185 - 1226) fou vescomte de Castellbò i partidari de l'heretgia càtara.

## Orígens familiars i matrimoni
Fill i successor de Ramon I de Castellbò i d'Ermessenda, el 1185 es casà amb Arnalda de Caboet.

## Biografia
Tenia en comanda d'Alfons II d'Aragó els castells de Sant Martí i de Miralles a Cerdanya. Entrà en conflicte amb el seu senyor, el comte Ermengol VIII d'Urgell, que veia amb recel els nombrosos castells aixecats per Arnau I, però entre ells foren signats acords el 1190 i el 1194. També sorgiren dificultats amb els bisbes d'Urgell a causa dels dominis de la casa de Caboet, però el 1199 fou signada la pau; uns dies després, Arnalda de Caboet cedí al vescomte els seus drets sobre les valls de Caboet, d'Andorra i Sant Joan; un nou acord el 1201 (confirmat el 1206) reservà els drets de les esglésies d'Urgell i d'Organyà a les tres valls.
El 1202 foren signats els capítols matrimonials entre l'hereva dels vescomtes, Ermessenda, i el futur comte de Foix, Roger Bernat II, fet que provocà l'oposició del bisbe i del comte Ermengol VIII d'Urgell; Arnau I fou fet presoner per Ermengol VIII, però recobrà la llibertat 1203 mercès a la intervenció de Pere el Catòlic. A la mort d'Ermengol VIII, Arnau feu costat a les pretensions de Ponç IV de Cabrera al comtat d'Urgell.
Adepte al catarisme, lluità en la guerra albigesa contra les forces de Simó de Montfort, donà asil als càtars i impedí els procediments eclesiàstics contra aquests. Una sentència de l'any 1269 ordenà que les seves restes fossin exhumades i separades de la sepultura eclesiàstica.